# Every Breath You Take
"Every Breath You Take" je skladba anglické rockové skupiny The Police, která pochází z alba Synchronicity z roku 1983. Skladbu napsali Sting a Andy Summers (ale oficiálně je uváděn pouze Sting). Singl se stal jedním z největších hitů roku 1983, přičemž dosáhl 1. místa v žebříčku Billboard Hot 100 a na této pozici se udržel osm týdnů a v UK Singles Chart čtyři týdny. Také zůstal na vrcholu žebříčku Billboard Top Tracks po dobu devíti týdnů. Sting vyhrál v kategorii "Song of the Year" a The Police vyhráli v kategorii "Best Pop Performance by a Duo or Group with Vocal" během Grammy Awards 1984. Skladba se zařadila na 84. místo v seznamu 500 Greatest Songs of All Time časopisu Rolling Stone a na 25. místo v seznamu Hot 100 All-Time Top Songs časopisu Billboard. Skladba je považována za tzv. signature song skupiny The Police. Dne 5. října 2022 překonala skladba 1 miliardu zhlédnutí na youtube.

## Seznam skladeb
7 ": A & amp; M / AM 117
1. "Every Breath You Take" – 4:13
2. "Murder By Numbers" – 4:31

2x7 ": A & amp; M / AM 117
1. "Every Breath You Take" – 4:13
2. "Murder By Numbers" – 4:31

1. "Man In A Suitcase" (live) – 2:18
2. "Truth Hits Everybody '83" – 3: 34

- Raritní 2x7 "singl

## Sestava
- Sting – sólový a doprovodný zpěv, basová kytara
- Andy Summers – elektrická kytara, klavír a klávesy
- Stewart Copeland – bicí

### Certifikace
| Země               | Datum | Certifikace (hranice prodeje) |
| ------------------ | ----- | ----------------------------- |
| Spojené království | 1983  | Stříbro                       |
| USA                | 1983  | Zlato                         |